# شهرستان لیچفیلد (کنتیکت)
شهرستان لتچفیلد، کنتیکت (به انگلیسی: Litchfield County, Connecticut) یک سکونتگاه مسکونی در ایالات متحده آمریکا است که در کنتیکت واقع شده‌است.

## خصوصیات
شهرستان لتچفیلد ۲٬۴۴۷٫۵۵ کیلومترمربع مساحت دارد.